# Streetrock
Streetrock é a primeira coletânea da banda DeGarmo and Key, lançada em 1987.
A coletânea reúne os sucessos dos quatro primeiros discos da banda, lançados pela gravadora Lamb & Lion entre 1978 a 1982.

## Faixas
1. "Emmanuel"
2. "Stella, This Ain't Hollywood"
3. "When He Comes Back"
4. "Wayfaring Stranger"
5. "Go Tell Them"
6. "Never Be the Same"
7. "Livin' on the Edge of Dying"
8. "Jericho"
9. "All Night"
10. "One Step Closer"